# Елисеев, Пётр Степанович
Пётр Степанович Елисеев (1834—1901) — сын Степана Петровича Елисеева из купеческой династии Елисеевых, потомственный почётный гражданин, член Совета Русского для внешней торговли банка, статский советник, благотворитель.

## Биография
После смерти отца (1879) Пётр Степанович, вместе с дядей Григорием Петровичем, стал совладельцем Торгового дома «Братья Елисеевы». Однако в 1881 году он вышел из торговых операций фирмы и сосредоточил свою деятельность в сфере финансового капитала. В 1871 году его дядя Григорий Петрович и отец приняли участие в учреждении Русского для внешней торговли банка, в котором Пётр Степанович в 1880-х годах занял одну из руководящих должностей.

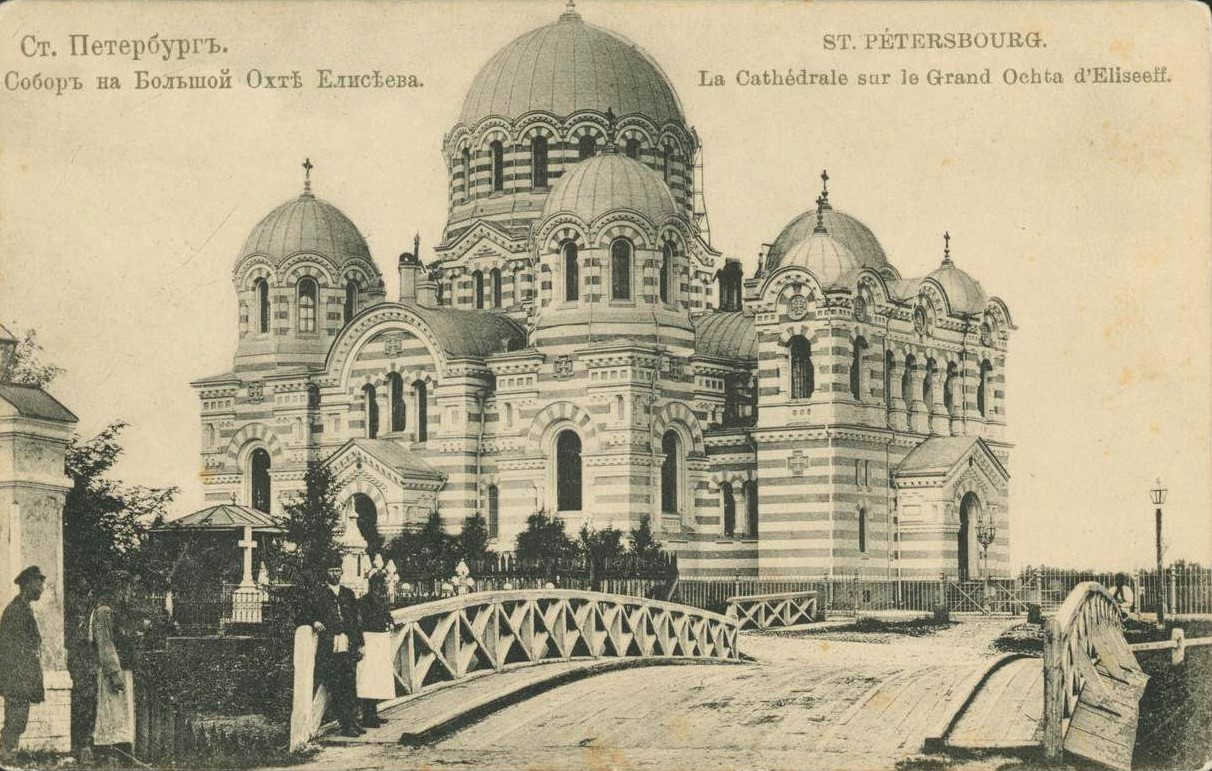
Собор Казанской иконы Божией Матери

Пётр Степанович немало сил и средств отдал делам благотворительности. После смерти отца принял на себя обязанности товарища попечителя Елизаветинской богадельни. В 1879 году на средства П. С. Елисеева отремонтировали и расширили Дом призрения бедных духовного звания, расположенный на Большой Охте. Вскоре после смерти отца (1881) Пётр Степанович начал строительство церкви в честь иконы Казанской Божией Матери на Большеохтинском кладбище, на котором был похоронен основатель династии и его сын Степан Петрович. Собор Казанской Божией матери был построен в русско-византийском стиле, с пятью круглыми куполами. Храм строился из кирпича двух цветов. В подвале храма были установлены склепы для семейства Елисеевых, над ними обширная часовня. Главный престол был освящен 5 ноября 1885 года во имя Казанской иконы Божией Матери. И это не случайно: Степан Петрович каждый день перед началом работы заходил на молитву в Казанский собор на Невском проспекте, икона Казанской Божией Матери считаясь покровительницей семьи Елисеевых. Под церковью устроили семейный склеп, в который перенесли останки всех членов семьи, прежде погребённых на Георгиевском кладбище. Церковь на Большой Охте славилась своим прекрасным хором, который содержался на особо выделяемые Елисеевым средства. Итак, на содержание храма в честь иконы Божией Матери, над усыпальницей Елисеевых, ежегодно выделялось 20000 рублей, на содержание хора певчих при этой церкви - ежегодно до 18000 рублей. Изначально для церкви Елисеевы пожертвовали 25000 рублей. Собор Казанской иконы Божией Матери при Доме призрения бедных им. С. П. Елисеева был закрыт в 1920-е годы и взорван в 1926 году. Существовавшие там захоронения полутора десятков человек из рода Елисеевых были уничтожены.
П. С. Елисеев был удостоен пяти орденов:
- Орден Святой Анны II и III степеней,
- Орден Святого Станислава II степени,
- Орден Святого Владимира III и IV степеней.

Жена Петра Степановича — Любовь Дмитриевна Елисеева (урождённая Полежаева) скончалась в 1886 году от болезни почек и была похоронена в семейной усыпальнице Елисеевых. По её завещанию к мужу отошли принадлежавшие ей недвижимость на Каменном острове (дом с землёй и сад), доходный дом на углу Гороховой и Большой Морской улиц. Доходный дом на Мойке унаследовала её дочь.
У Петра Степановича и Любови Дмитриевны Елисеевых было двое детей — сын Степан Петрович Елисеев(1857—1935)(действительный статский советник, вице-президент "Русского для внешней торговли банка", ставший председателем правления общества "Русский Ллойд" и первым из рода Елисеевых получивший потомственное дворянство за благотворительность) и дочь Анна.
Пётр Степанович Елисеев скончался 25 ноября 1901 года. Его похоронили в семейной усыпальнице в Казанской церкви.